# Sonkeikaku-Bibliothek

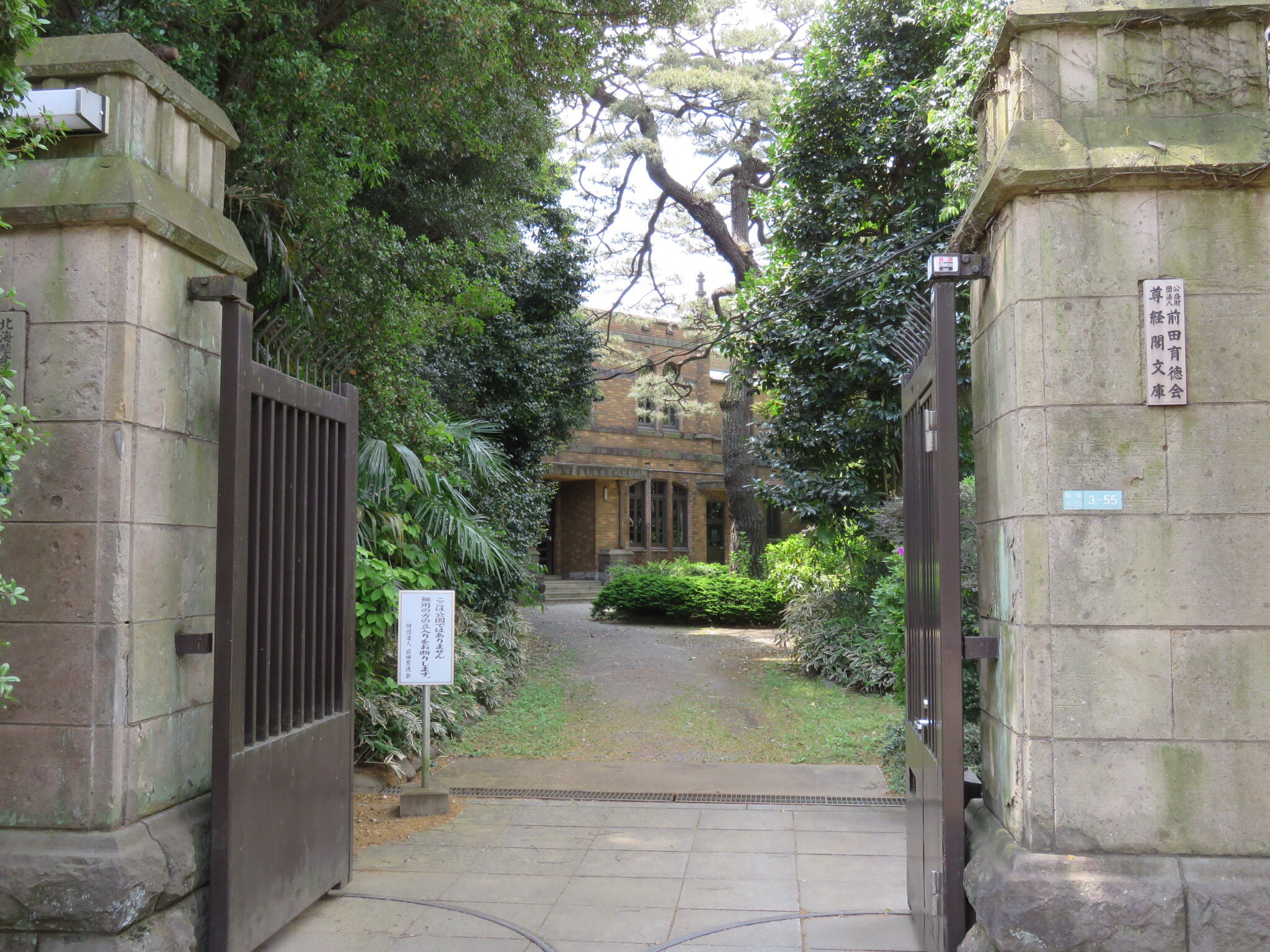
Eingang zur Bibliothek

Die Sonkeikaku-Bibliothek (japanisch 尊経閣文庫, Sonkeikaku Bunko, korrekt Ikutokukai Sonkeikaku Bunko (前田育徳会 尊経閣文庫)) ist eine Bibliothek, die von der Maeda-Familie  eingerichtet wurde und die sich heute in Tokio befindet.

## Übersicht
Bereits der Gründer des Maeda-Klans Maeda Toshiie (1538–1599) legte einen Bibliothek an, die in fünf folgenden Generationen erweitert wurde. Die Maeda sammelten chinesische Klassikern der der Ming-Dynastie (1368–1644) und gedruckte Schriften, alte Manuskripte, Haushaltsberichte, seltene Bücher und Kunstwerke der Heian- (794–1185) und Kamakura-Zeit (1185–1333), wertvolle Objekte aus der Edo-Zeit, einschließlich Publikationen der Zeit.
Zur Zeit des fünften Oberhauptes Maeda Tsunanori (前田 綱紀; 1643–1724) besaß die Bibliothek etwa 80 wertvolle Schätze, die heute als Nationalschätze beziehungsweise als Wichtige Kulturgüter registriert sind.
Am 1. April 2017 besaß die Bibliothek 22 Nationalschätze und 77 Wichtige Kulturgüter, darunter
die Nationalschätze
- „Man’yōshū daisan, dairokumaki zankan“ (万葉集第三、第六巻残巻) (金沢本万葉集) – Kanazawa Hon-Man’yōshū, ein Faltbuch,
- „Tosa nikki“ (土佐日記)　(藤原定家筆) – „Tosa-Tagebuch, handschriftlich von Fujiwara no Sadaie“, ein Faltbuch,
- „Ō Gishi no sho“「搨王羲之書」（孔侍中帖）– „Text von Wang Xizhi über Konfuzius“, eine Schriftrolle,

und darunter die Wichtigen Kulturgüter
- „Kin kofuda shiraito moto Agata Takeshi dōmaru gusoku“ (金小札白糸素懸威胴丸具足)　前田利家所用 – „Eine mit Gold und Silberfäden verzierte Rüstung“,
- „Hyakkō hishō“ (百工比照) – „Mit dem Schwertgriff verbundenes geschmücktes Band“, eine Spezialität des Hauses Maeda,
- „Tōbutsu nasuchaire Fuji“ (唐物茄子茶入　富士) – „Chinesisches Teegefäß mit Auberginenmuster und dem Fuji“.